# Đông Phú, Châu Thành (Hậu Giang)
Đông Phú là một xã thuộc huyện Châu Thành, tỉnh Hậu Giang, Việt Nam.

## Địa lý
Xã Đông Phú nằm ở phía đông huyện Châu Thành, có vị trí địa lý:
- Phía đông giáp thị trấn Mái Dầm và tỉnh Vĩnh Long
- Phía tây giáp xã Đông Thạnh
- Phía nam giáp xã Phú Hữu và thị trấn Ngã Sáu
- Phía bắc giáp thành phố Cần Thơ.

Xã Đông Phú có diện tích 16,99 km², dân số năm 2022 là 12.444 người, mật độ dân số đạt 732 người/km².

## Hành chính
Xã Đông Phú được chia thành 6 ấp gồm: Phú Hòa, Phú Hưng, Phú Lộc, Phú Lợi, Phú Nhơn, Phú Thọ.

## Lịch sử
Trước đây, Đông Phú là một xã thuộc huyện Châu Thành, tỉnh Cần Thơ cũ.
Ngày 26 tháng 11 năm 2003, Quốc hội ban hành Nghị quyết số 22/2003/QH11 chia tỉnh Cần Thơ cũ thành thành phố Cần Thơ thuộc trung ương và tỉnh Hậu Giang. Theo đó, các ấp Phú Thành, Phú Thạnh, Phú Thuận, Phú Thuận A và một phần ấp Phú Lợi của xã Đông Phú thuộc địa giới hành chính thành phố Cần Thơ; phần còn lại của xã Đông Phú thuộc tỉnh Hậu Giang.
Ngày 2 tháng 1 năm 2004, Chính phủ ban hành Nghị định số 05/2004/NĐ-CP. Theo đó, thành lập phường Tân Phú thuộc quận Cái Răng, thành phố Cần Thơ trên cơ sở 806,66 ha diện tích tự nhiên và 6.386 nhân khẩu của xã Đông Phú (phần diện tích, dân số đã điều chỉnh về thành phố Cần Thơ).
Xã Đông Phú còn lại 1.775,98 ha diện tích tự nhiên, dân số là 9.136 người.
Ngày 16 tháng 6 năm 2023, UBND tỉnh Hậu Giang ban hành Quyết định số 1001/QĐ-UBND về việc công nhận đô thị Đông Phú là đô thị loại V.